# Сентерберг (Охајо)
Сентерберг (енгл. Centerburg) град је у америчкој савезној држави Охајо.

## Демографија
По попису из 2010. године број становника је 1.773, што је 341 (23,8%) становника више него 2000. године.
| Група             | 2000.         | 2010.         |
| Белци             | 1.402 (97,9%) | 1.717 (96,8%) |
| Афроамериканци    | 7 (0,5%)      | 22 (1,2%)     |
| Азијати           | 4 (0,3%)      | 5 (0,3%)      |
| Хиспаноамериканци | 1 (0,1%)      | 3 (0,2%)      |
| Укупно            | 1.432         | 1.773         |